# 5065 Джонстоун
5065 Джонстоун (5065 Johnstone) — астероїд головного поясу, відкритий 24 березня 1990 року.
Тіссеранів параметр щодо Юпітера — 3,449.